# Élections européennes de 2019 au Royaume-Uni
Les élections au Parlement européen de 2019 au Royaume-Uni se tiennent le jeudi 23 mai 2019.
À l'origine, ces élections n'étaient pas prévues en raison du retrait du Royaume-Uni de l'Union européenne (conséquence du référendum de 2016) qui aurait dû se produire le 29 mars 2019. Cependant, faute d'une majorité sur l'accord de retrait négocié par Theresa May avec l'Union européenne, ou de majorité sur une tout autre option, le gouvernement britannique a demandé un délai supplémentaire, demande approuvée par le Conseil européen lors d'un sommet européen extraordinaire tenu le 11 avril 2019.
Bien que les droits britannique et européen prévoient par défaut la tenue de l'élection, le gouvernement britannique poursuit ses tentatives pour éviter toute participation en acceptant un retrait avant le 23 mai 2019. Le 6 mai, le gouvernement annonce que l’organisation des élections est devenue inéluctable.
C'est la neuvième et dernière fois que les citoyens du Royaume-Uni élisent des eurodéputés au Parlement européen (quatrième pour Gibraltar). Les candidatures doivent être soumises au plus tard le 24 avril 2019 à 16 heures, et l'inscription des électeurs doit être terminée au plus tard le 7 mai 2019,.
Le retrait en cours du Royaume-Uni de l'Union européenne fut le thème central de la campagne électorale, et l'affaiblissement des deux principaux partis (conservateur et travailliste) au profit de partis nationalistes devrait conduire les partis de la coalition majoritaire à élargir la coalition à un plus grand nombre de groupes politiques, et en même temps, devrait permettre sous l'influence de l'Américain Steve Bannon, de former un super-groupe qui unirait plusieurs anciens groupes du parlement européen, faisant travailler ensemble les mouvements de Nigel Farage (Parti du Brexit), Matteo Salvini, Marine Le Pen ou encore Viktor Orbán, qui s'accordent sur de nombreux sujets.
Les députés britanniques siègent jusqu'à la fin du processus de retrait, au 31 janvier 2020.

## Contexte

### Annulation prévue et plan d'urgence
Le Royaume-Uni a invoqué l'article 50 du traité de l'Union européenne le 29 mars 2017 à la suite d'un référendum organisé le 23 juin 2016 pour sortir de l'Union européenne. En conséquence, le pays devait quitter l'UE le 29 mars 2019, avant la tenue des élections au Parlement européen. Néanmoins, le 27 mai 2018, il a été signalé que la commission électorale du Royaume-Uni avait réservé 829 000 £ pour « ses activités relatives aux élections au Parlement européen de 2019 ». La Commission a qualifié l'argent de « mesure de précaution, de sorte que nous disposions des fonds nécessaires pour assumer nos fonctions lors d'une élection parlementaire européenne, dans le cas improbable où elles iraient de l'avant ».
La résolution du Parlement européen du 7 février 2018 sur la composition du Parlement européen (2017/2054 (INL) - 2017/0900 (NLE)) incluait les clauses suivantes :
- H7 évoque la réaffectation de certains sièges du Royaume-Uni après le retrait du Royaume-Uni de l'Union européenne, déclarant : « souligne que les sièges laissés vacants par le Royaume-Uni lors de son retrait de l'Union européenne faciliteront l'adoption d'une nouvelle répartition des sièges au Parlement, qui mettra en œuvre le principe de proportionnalité dégressive, souligne en outre que la nouvelle répartition proposée permettrait une réduction de la taille du Parlement et note que l'utilisation d'une partie seulement des sièges libérés par le Royaume-Uni est suffisante pour garantir aucune perte de sièges pour aucun État membre ».
- H6 prévoit que le Royaume-Uni ne quittera pas l'UE avant les élections de 2019, indiquant que « dans le cas où la situation juridique susmentionnée concernant le retrait du Royaume-Uni de l'Union européenne changerait, la répartition des sièges serait appliquée au La législature de 2019 devrait s'appliquer jusqu'à ce que le retrait du Royaume-Uni de l'Union européenne devienne juridiquement effectif »[11].

Le Conseil européen a également élaboré des plans d'urgence permettant au Royaume-Uni de conserver ses députés en cas de report du Brexit.
Toutefois, si le Royaume-Uni est toujours un État membre de l'Union au début de la législature 2019-2024, le nombre de représentants au Parlement européen par État membre prenant ses fonctions est celui prévu à l'article 3 de la décision 2013/312 / UE du Conseil européen jusqu'à l'entrée en vigueur effective du retrait du Royaume-Uni de l'Union.

### Préparatifs
Après le retard du Brexit au-delà de la date initialement prévue, soit le 29 mars 2019, la possibilité d'un retard suffisamment long pour que les élections aient lieu a été plus évidente. Le délai de rétractation prévu à l'article 50 a d'abord été prolongé, avec l'approbation unanime du Conseil européen, jusqu'au 12 avril 2019 - le délai imparti pour informer l'UE de l'intention de tenir des élections. Au début du mois d'avril, la Chambre des communes avait voté à nouveau pour prolonger le délai de rétractation et le 31 octobre 2019, un délai avait été convenu entre le Royaume-Uni et le Conseil. Le gouvernement britannique a donc ordonné la préparation des élections.
Néanmoins, la ratification d'un accord de retrait par les parlements britannique et européen permettrait toujours au Royaume-Uni de partir avant octobre. Si cela se produit avant le 23 mai, le Royaume-Uni et Gibraltar ne participeront pas aux élections au Parlement européen de 2019 prévues pour mai 2019.
La date limite pour la nomination des candidats est le 25 avril 2019.

### Contexte de la campagne
Les deux principaux partis politiques britanniques estiment que la perspective d'élections au Parlement européen (alors que le Royaume-Uni doit quitter l'Union européenne) est problématique, car ils souhaitent tous deux éviter ce scénario.[réf. nécessaire] Le débat en cours autour du Brexit devrait avoir une incidence considérable sur le vote des électeurs, certains estimant que les élections sont perçues comme un « référendum par procuration » sur le point de savoir si le pays doit ou non quitter l'UE. Les commentateurs suggèrent que la part des voix pour les deux plus grands partis britanniques, les conservateurs et les travaillistes, pourrait chuter, les électeurs se dirigeant vers un certain nombre de partis favorables aux partis ou aux partis restants. Les élections sont considérées comme significatives pour deux nouveaux partis, le Parti du Brexit (qui soutient le Brexit) et Change UK (qui soutient le Royaume-Uni restant dans l'UE),.

## Candidats
Face à l'éventualité d'un retard éventuel vers le Brexit, le chef de leur délégation a demandé aux députés du Parti conservateur s'ils envisageaient de se retirer si le Royaume-Uni restait dans l'UE au-delà de la date des prochaines élections au Parlement européen,.
En avril 2019, les travaillistes ont déclaré avoir entamé le processus de sélection des candidats, le processus de sélection des libéraux démocrates étant également en cours,.
Le Parti du Brexit envisage de présenter 70 candidats (le nombre de sièges disponibles en Grande-Bretagne).
Patrick O'Flynn, unique député européen du parti social-démocrate, ayant été élu candidat à l'UKIP, a déclaré en avril 2019 que le SDP ne serait pas candidat à l'élection.

### Irlande du Nord
L'Irlande du Nord a un contexte politique différent de celui de la Grande-Bretagne, avec des partis généralement différents.
Le Sinn Féin sélectionne un candidat pour la circonscription d'Irlande du Nord le week-end des 13 et 14 avril 2019.
En avril 2019, Jane Morrice, cofondatrice de la Coalition des femmes d'Irlande du Nord et ancienne vice-présidente de l' Assemblée de l'Irlande du Nord, a annoncé qu'elle se présenterait de manière indépendante dans la circonscription d'Irlande du Nord sur une plateforme pro-Remain.

## Campagne
UKIP sont sur une plate-forme de livraison du Brexit.
Nigel Farage, dirigeant du Parti du Brexit, a déclaré qu'il n'y avait « aucune différence entre le parti du Brexit et UKIP en termes de politique, mais en termes de personnel, il y a une grande différence », critiquant les liens entre UKIP et l'extrême droite.
Les libéraux démocrates recherchent le soutien de ceux qui souhaitent que le Royaume-Uni reste au sein de l'UE.
Change UK considère les élections comme une rampe de lancement importante pour son nouveau parti cherche à faire de ces élections un « référendum par procuration » sur le Brexit.
Le Parti vert écossais concentre sa campagne sur le remplacement de David Coburn, actuel eurodéputé du Parti du Brexit en Écosse.

### Position sur le Brexit
| Parti | Parti                                           | Position                                                                   |
| ----- | ----------------------------------------------- | -------------------------------------------------------------------------- |
|       | Parti du Brexit                                 | Pro-Brexit, contre un accord                                               |
|       | Change UK                                       | Anti-Brexit, en faveur d'un second référendum                              |
|       | Parti conservateur (Conservative)               | Pro-Brexit, en faveur d'un accord.                                         |
|       | Parti unioniste démocrate (DUP)                 | Pro-Brexit, contre un accord                                               |
|       | Parti vert (Green)                              | Anti-Brexit, en faveur d'un second référendum                              |
|       | Parti travailliste (Labour)                     | Union douanière avec l'UE ou sinon faire un « référendum de confirmation » |
|       | Libéraux-démocrates (LibDems)                   | Anti-Brexit, en faveur d'un second référendum                              |
|       | Plaid Cymru (PC)                                | Anti-Brexit, en faveur d'un second référendum                              |
|       | Parti national écossais (SNP)                   | Anti-Brexit, en faveur d'un second référendum                              |
|       | Sinn Féin (SF)                                  | Anti-Brexit, mais soutient l'accord de retrait,                            |
|       | Parti pour l'indépendance du Royaume-Uni (UKIP) | Pro-Brexit, contre un accord                                               |
|       | Parti unioniste d'Ulster (UUP)                  | Pro-Brexit, contre un accord,                                              |

## Affiliation politique des députés avant les élections de 2019
Entre les élections de 2014 et 2019, la répartition des membres du Royaume-Uni a été modifiée à plusieurs reprises en raison de défections et de changements d'affiliation.
Les députés de l'UKIP sont répartis entre différentes factions du Parlement.
| National | National                                        | National | National | Européen                           | Européen                                              | Européen |
| Parti    | Parti                                           | Sièges   | Sièges   | Groupe au Parlement européen       | Groupe au Parlement européen                          | Sièges   |
| -------- | ----------------------------------------------- | -------- | -------- | ---------------------------------- | ----------------------------------------------------- | -------- |
|          | Parti travailliste                              | 18       | 18       |                                    | Socialistes et démocrates                             | 185      |
|          | Parti conservateur                              | 18       | 18       |                                    | Conservateurs et réformistes européens                | 74       |
|          | Parti du Brexit                                 | 14       | 14       |                                    | Europe de la liberté et de la démocratie directe      | 43       |
|          | Indépendant                                     | 4        | 2        |                                    | Europe de la liberté et de la démocratie directe      | 43       |
| 1        | Indépendant                                     | 4        |          | Europe des nations et des libertés | 36                                                    |          |
| 1        | Indépendant                                     | 4        |          | Non-Inscrits                       | 21                                                    |          |
|          | Parti pour l'indépendance du Royaume-Uni        | 3        | 2        |                                    | Europe des nations et des libertés                    | 36       |
| 1        | Parti pour l'indépendance du Royaume-Uni        | 3        |          | Non-inscrits                       | 21                                                    |          |
|          | Parti vert de l'Angleterre et du pays de Galles | 3        | 3        |                                    | Groupe des Verts/Alliance libre européenne            | 52       |
|          | Change UK                                       | 2        | 2        |                                    | Groupe du Parti populaire européen                    | 218      |
|          | Parti national écossais                         | 2        | 2        |                                    | Groupe des Verts/Alliance libre européenne            | 52       |
|          | Plaid Cymru                                     | 1        | 1        |                                    | Groupe des Verts/Alliance libre européenne            | 52       |
|          | Libéraux-démocrates                             | 1        | 1        |                                    | Alliance des démocrates et des libéraux pour l'Europe | 68       |
|          | Parti social-démocrate                          | 1        | 1        |                                    | Europe de la liberté et de la démocratie directe      | 43       |
|          | Parti unioniste d'Ulster                        | 1        | 1        |                                    | Conservateurs et réformistes européens                | 74       |
|          | Sinn Féin                                       | 1        | 1        |                                    | Gauche unitaire européenne / Gauche verte nordique    | 52       |
|          | Parti unioniste démocrate                       | 1        | 1        |                                    | Non-inscrits                                          | 21       |
|          | vacant                                          | 2        | 2        |                                    | vacant                                                | 2        |
| Total    | Total                                           | 73       | 73       | Total                              | Total                                                 | 750      |

## Circonscriptions et représentation
Comme ce fut le cas depuis 1999, les circonscriptions électorales sont basées sur les neuf régions anglaises du gouvernement, l' Écosse, l'Irlande du Nord et le Pays de Galles, créant ainsi un total de 12 circonscriptions. La répartition des sièges est la même depuis 2008:
Depuis 2004, le territoire de Gibraltar appartient à la circonscription d'Angleterre du Sud-Ouest qui envoie sept députés au Parlement européen. Il n'y a pas de spécificité pour les électeurs ou le décompte de voix.

## Sondages d'opinion
Les sondeurs ont demandé aux répondants d’imaginer un scénario hypothétique d’organisation d’élections européennes. Number Cruncher Politics a averti que l'opinion pourrait changer considérablement si une telle situation se produisait réellement.

Intentions de vote pour les élections européennes en Grande-Bretagne.

| Sondage | Projection en sièges                                                                                                   |
| --- | --- |
| Pour des raisons techniques, il est temporairement impossible d'afficher le graphique qui aurait dû être présenté ici. | Pour des raisons techniques, il est temporairement impossible d'afficher le graphique qui aurait dû être présenté ici. |
| Source Politico | |

## Membres du Parlement européen non candidats à la réélection
- Lucy Anderson, eurodéputée travailliste à Londres (2014-2019)[36]
- David Campbell Bannerman, député européen du Parti conservateur pour l' Est de l'Angleterre (2009-2019) [réf. nécessaire]
- Jane Collins, eurodéputée UKIP pour le Yorkshire et le Humber (2014-2019) [réf. nécessaire]
- Mary Honeyball, eurodéputée travailliste à Londres (2004-2019)[36]
- Linda McAvan, eurodéputée travailliste pour le Yorkshire et le Humber (1999-2019); ancien député européen du Yorkshire du Sud (1998-1999)[36]
- Patrick O'Flynn, Parti social-démocrate (SDP), député européen pour l'Est de l'Angleterre (2014-2019); élu à l'origine comme UKIP [réf. nécessaire]

## Résultats

Parti arrivé en tête par commune.

| Parti                    | Parti                                 | Voix       | %     | +/-   | Sièges | +/-           | Groupe    |
| ------------------------ | ------------------------------------- | ---------- | ----- | ----- | ------ | ------------- | --------- |
|                          | Parti du Brexit                       | 5 248 533  | 30,74 | Nv.   | 29     | 29            | NI        |
|                          | Libéraux-démocrates                   | 3 367 284  | 19,75 | 13,14 | 16     | 15            | RE        |
|                          | Parti travailliste                    | 2 347 255  | 13,72 | 10,71 | 10     | 10            | S&D       |
|                          | Parti vert                            | 2 023 380  | 11,76 | 4,85  | 7      | 4             | Verts/ALE |
|                          | Parti conservateur                    | 1 512 147  | 8,84  | 14,21 | 4      | 15            | CRE       |
|                          | Parti national écossais               | 594 553    | 3,50  | 1,13  | 3      | 1             | Verts/ALE |
|                          | Change UK                             | 571 846    | 3,31  | Nv.   | 0      | 0             |           |
|                          | UKIP                                  | 554 463    | 3,21  | 23,39 | 0      | 24            |           |
|                          | Plaid Cymru                           | 163 928    | 0,97  | 0,29  | 1      | 0             | Verts/ALE |
|                          | Sinn Féin                             | 126 951    | 0,62  | 0,35  | 1      | 0             | GUE/NGL   |
|                          | Parti unioniste démocrate             | 124 991    | 0,59  | 0,21  | 1      | 0             | NI        |
|                          | Parti de l'Alliance d'Irlande du Nord | 105 928    | 0,50  | 0,23  | 1      | 1             | RE        |
|                          | Parti unioniste d'Ulster              | 53 052     | 0,25  | 0,26  | 0      | 0             |           |
|                          | Autres partis                         |            | 2,24  |       | 0      |               |           |
|                          |                                       |            |       |       |        |               |           |
| Votes valides            | Votes valides                         | 17 199 701 |       |       |        |               |           |
| Votes blancs et nuls     |                                       |            |       |       |        |               |           |
| Total                    | Total                                 |            | 100   | -     | 73     | en stagnation | -         |
| Abstentions              | Abstentions                           |            | 63,10 |       |        |               |           |
| Inscrits / Participation | Inscrits / Participation              |            | 36,90 |       |        |               |           |

### Gibraltar
| Partis et coalitions | Partis et coalitions         | Voix  | %    |
| -------------------- | ---------------------------- | ----- | ---- |
|                      | Libéraux-démocrates          | 7 220 | 77,4 |
|                      | Parti du Brexit              | 746   | 8,0  |
|                      | Parti vert                   | 467   | 5,0  |
|                      | Parti travailliste           | 411   | 4,4  |
|                      | Parti conservateur           | 256   | 2,7  |
|                      | UKIP                         | 84    | 0,9  |
|                      | Change UK                    | 77    | 0,8  |
|                      | Démocrates anglais           | 59    | 0,6  |
|                      | Indépendant (Mothiur Rahman) | 5     | 0,1  |
|                      | Indépendant (Larch Maxey)    | 3     | 0,0  |
|                      | Indépendant (Neville Seed)   | 3     | 0,0  |
| Total                | Total                        |       | 100  |

## Compléments